# Бакуро-Ёкояма (станция)
Станция Бакуро-Ёкояма (яп. 馬喰横山駅 бакуро ёкояма эки) — железнодорожная станция, расположенная в специальном районе Тюо, Токио. Станция обозначена номером S-09. Станция была открыта 21 декабря 1978 года.
Станция соединена подземными переходами со станциями Хигаси-Нихонбаси линии Асакуса и Бакуротё линии Тюо-Собу. На станции установлены автоматические платформенные ворота.

## Планировка станции
2 платформы бокового типа и 2 пути.
| 1 | ○ Линия Синдзюку | Синдзюку, Сасадзука, Хасимото |
| 2 | ○ Линия Синдзюку | Одзима, Фунабори, Мотоявата   |

## Близлежащие станции
| «              | «              | Вид обслуживания | »              | »              |
| Линия Синдзюку | Линия Синдзюку | Линия Синдзюку   | Линия Синдзюку | Линия Синдзюку |
| -------------- | -------------- | ---------------- | -------------- | -------------- |
| Ивамототё      | Ивамототё      | Local            | Хаматё         | Хаматё         |
| Дзимботё       | Дзимботё       | Express          | Морисита       | Морисита       |